# La Baroche (Szwajcaria)
La Baroche – miejscowość i gmina w północno-zachodniej Szwajcarii, w kantonie Jura, w okręgu Porrentruy. Powstała 1 stycznia 2009 w wyniku połączenia gmin Asuel, Charmoille, Fregiécourt, Miécourt i Pleujouse.

## Demografia
W La Baroche mieszka 1114 osób. W 2020 roku 6% populacji gminy stanowiły osoby urodzone poza Szwajcarią. 

## Transport
Przez teren gminy przebiegają drogi główne nr 6, nr 247 oraz nr 249. 